# Purohita arundinacea
Purohita arundinacea är en insektsart som beskrevs av William Lucas Distant 1907. Purohita arundinacea ingår i släktet Purohita och familjen sporrstritar. Inga underarter finns listade i Catalogue of Life.